# 소청봉
소청봉은 설악산의 주봉인 대청봉과 중청봉에 인접하여 위치한 봉우리로 실제로는 봉우리가 아닌 중청봉이 끝나는 지점의 언덕이다.
원래는 외설악에서 바라보면 쌍봉처럼 보이는 2개의 묏부리를 대청봉과 소청봉으로 불렀다.
그러나, 언제부터인지 이들을 대청봉과 중청봉으로 부르고 내설악에서 보이는 이 봉우리를 소청봉이라 부르게 되었다고 한다.
속초시 설악동 방면에서 시작되는 천불동 계곡 등산로와 인제군 용대리에서 시작되는 백담 계곡 등산로가 만나는 지점에 있으며, 여기서 중청봉을 거쳐 대청봉까지는 약 50분 거리이다.
봉정암과 소청봉 사이에 현재 소청 대피소가 있다.

## 같이 보기
- 한국의 산